# Гондркур Е
Гондркур Е (фр. Gondrecourt-Aix) насеље је и општина у североисточној Француској у региону Лорена, у департману Мерт и Мозел која припада префектури Брије.
По подацима из 2011. године у општини је живело 181 становника, а густина насељености је износила 14,74 становника/km². Општина се простире на површини од 12,28 km². Налази се на средњој надморској висини од 250 метара (максималној 276 m, а минималној 242 m).

## Демографија
| 1962. | 1968. | 1975. | 1982. | 1990. | 1999. | 2011. |
| ----- | ----- | ----- | ----- | ----- | ----- | ----- |
| 103   | 169   | 141   | 137   | 143   | 146   | 181   |

График промене броја становника у току последњих година